# Shaler Halimon
Shaler Halimon Jr. (Tampa, Florida, 30 de marzo de 1945-Vancouver, Washington; 19 de abril de 2021) fue un jugador de baloncesto estadounidense que disputó 3 temporadas en la NBA y otras 2 en la ABA. Con 1,96 metros de estatura, jugaba en la posición de escolta.

## Trayectoria deportiva

### Universidad
Tras dos años en el pequeño Community College de Imperial Valley, jugó durante dos temporadas con los Aggies de la Universidad Estatal de Utah, en las que promedió 25,1 puntos y 10,2 rebotes por partido. Fue incluido en 2005 en el mejor equipo del siglo de la universidad.

### Profesional
Fue elegido en la decimocuarta posición del Draft de la NBA de 1968 por Philadelphia 76ers, y también por los Dallas Chaparrals en el draft de la ABA, eligiendo la opción de los Sixers. En su primera temporada apenas contó para su entrenador, Jack Ramsay, disputando únicamente 7 minutos en los 50 partidos en los que apareció en cancha, promediando 3,7 puntos y 1,7 rebotes por noche. Al año siguiente fue traspasado junto con Chet Walker a Chicago Bulls a cambio de Jim Washington, pero tampoco pudo destacar en la ciudad del viento, a pesar de subir sus promedios a 6,3 puntos y 1,8 asistencias por partido.
Nada más comenzar la temporada 1970-71 fue de nuevo traspasado a Portland Trail Blazers, a cambio de una futura segunda ronda del draft, consiguiendo al fin minutos de juego, que le proporcionaron su mejor año como profesional, al promediar 8,89 puntos y 5,3 rebotes por noche. A pesar de ello, fue cortado por el equipo, firmando como agente libre por los Atlanta Hawks, donde únicamente disputó un partido, antes de cambiar de competición, aceptando la oferta de los Dallas Chaparrals de la ABA. Allí jugó durante dos temporadas, pero siempre como suplente, tras las cuales optó por retirarse definitivamente. En sus cinco temporadas cvomo profesional, promedió 6,2 puntos y 3,1 rebotes por partido.

#### Estadísticas

##### Temporada regular
| Temp.   | Edad | Equipo       | Liga  | P   | TIT | MIN  | TC  | TCA | %TC  | 3P  | 3PA | %3P  | TL  | TLA | %TL  | R.OF. | R.DEF. | REB | ASIS | ROB | TAP | PER | FP  | PTS |
| 1968-69 | 23   | Philadelphia | NBA   | 50  |     | 7.0  | 1.8 | 3.9 | .449 |     |     |      | 0.2 | 0.6 | .313 |       |        | 1.7 | 0.4  |     |     |     | 0.7 | 3.7 |
| 1969-70 | 24   | Chicago      | NBA   | 38  |     | 13.6 | 2.5 | 6.4 | .393 |     |     |      | 1.3 | 1.9 | .671 |       |        | 1.8 | 1.8  |     |     |     | 1.5 | 6.3 |
| 1970-71 | 25   | TOTAL        | NBA   | 81  |     | 20.4 | 3.7 | 9.7 | .384 |     |     |      | 1.3 | 2.0 | .660 |       |        | 5.1 | 2.7  |     |     |     | 2.3 | 8.8 |
| 1970-71 | 25   | Chicago      | NBA   | 2   |     | 11.5 | 0.5 | 4.0 | .125 |     |     |      | 0.0 | 0.5 | .000 |       |        | 1.0 | 2.0  |     |     |     | 2.5 | 1.0 |
| 1970-71 | 25   | Portland     | NBA   | 79  |     | 20.6 | 3.8 | 9.8 | .387 |     |     |      | 1.4 | 2.0 | .665 |       |        | 5.3 | 2.7  |     |     |     | 2.3 | 8.9 |
| 1971-72 | 26   | TOTAL        | TOTAL | 56  |     | 13.8 | 2.2 | 5.3 | .418 | 0.0 | 0.0 | .000 | 1.1 | 1.5 | .721 | 1.0   | 1.8    | 2.8 | 1.3  |     |     | 0.8 | 1.6 | 5.5 |
| 1971-72 | 26   | Atlanta      | NBA   | 1   |     | 4.0  | 0.0 | 0.0 |      |     |     |      | 0.0 | 0.0 |      |       |        | 0.0 | 0.0  |     |     |     | 1.0 | 0.0 |
| 1971-72 | 26   | Dallas       | ABA   | 55  |     | 14.0 | 2.2 | 5.3 | .418 | 0.0 | 0.0 | .000 | 1.1 | 1.6 | .721 | 1.1   | 1.8    | 2.8 | 1.3  |     |     | 0.8 | 1.6 | 5.6 |
| 1972-73 | 27   | Dallas       | ABA   | 29  |     | 12.2 | 2.0 | 5.1 | .396 | 0.0 | 0.2 | .143 | 0.8 | 1.3 | .622 | 0.6   | 1.3    | 1.9 | 1.7  |     |     | 1.5 | 1.8 | 4.9 |
| Total   |      |              | TOTAL | 254 |     | 14.4 | 2.6 | 6.6 | .400 | 0.0 | 0.1 | .111 | 1.0 | 1.5 | .644 | 0.9   | 1.6    | 3.1 | 1.7  |     |     | 1.1 | 1.6 | 6.2 |
|         |      |              | NBA   | 170 |     | 14.8 | 2.9 | 7.2 | .397 |     |     |      | 1.0 | 1.6 | .622 |       |        | 3.4 | 1.8  |     |     |     | 1.6 | 6.7 |
|         |      |              | ABA   | 84  |     | 13.4 | 2.2 | 5.3 | .411 | 0.0 | 0.1 | .111 | 1.0 | 1.5 | .691 | 0.9   | 1.6    | 2.5 | 1.4  |     |     | 1.1 | 1.7 | 5.4 |

##### Playoffs
| Temp.   | Edad | Equipo       | Liga  | P  | MIN | TCA | TC | 3PA | 3P | TLA | TL | R.OF. | REB | ASIS | ROB | TAP | PER | FP | PTS | %TC  | %3P | %FT  | MIN  | PTS | REB | AST |
| 1968-69 | 23   | Philadelphia | NBA   | 1  | 2   | 1   | 2  |     |    | 0   | 0  |       | 0   | 0    |     |     |     | 0  | 2   | .500 |     |      | 2.0  | 2.0 | 0.0 | 0.0 |
| 1969-70 | 24   | Chicago      | NBA   | 5  | 106 | 21  | 61 |     |    | 2   | 3  |       | 20  | 18   |     |     |     | 13 | 44  | .344 |     | .667 | 21.2 | 8.8 | 4.0 | 3.6 |
| 1971-72 | 26   | Dallas       | ABA   | 4  | 55  | 9   | 17 | 0   | 0  | 4   | 7  |       | 13  | 7    |     |     | 5   | 4  | 22  | .529 |     | .571 | 13.8 | 5.5 | 3.3 | 1.8 |
| Total   |      |              | TOTAL | 10 | 163 | 31  | 80 | 0   | 0  | 6   | 10 |       | 33  | 25   |     |     | 5   | 17 | 68  | .388 |     | .600 | 16.3 | 6.8 | 3.3 | 2.5 |
|         |      |              | NBA   | 6  | 108 | 22  | 63 |     |    | 2   | 3  |       | 20  | 18   |     |     |     | 13 | 46  | .349 |     | .667 | 18.0 | 7.7 | 3.3 | 3.0 |
|         |      |              | ABA   | 4  | 55  | 9   | 17 | 0   | 0  | 4   | 7  |       | 13  | 7    |     |     | 5   | 4  | 22  | .529 |     | .571 | 13.8 | 5.5 | 3.3 | 1.8 |